# Guillaume Joli
Guillaume Joli, född 27 mars 1985 i Lyon, är en fransk tidigare handbollsspelare (högersexa).
Han var bland annat med och tog OS-guld 2012 i London.

## Klubbar
Ungdomslag
- Tassin-la-Demi-Lune (1994–2000)
- HBC Villefranche-sur-Saône (2000–2002)

Seniorlag
- Villeurbanne HA (2002–2004)
- Chambéry Savoie HB (2004–2010)
- BM Valladolid (2010–2012)
- Dunkerque HBGL (2012–2014)
- HSG Wetzlar (2014–2016)
- Dunkerque HBGL (2016–2019)